# Гнів

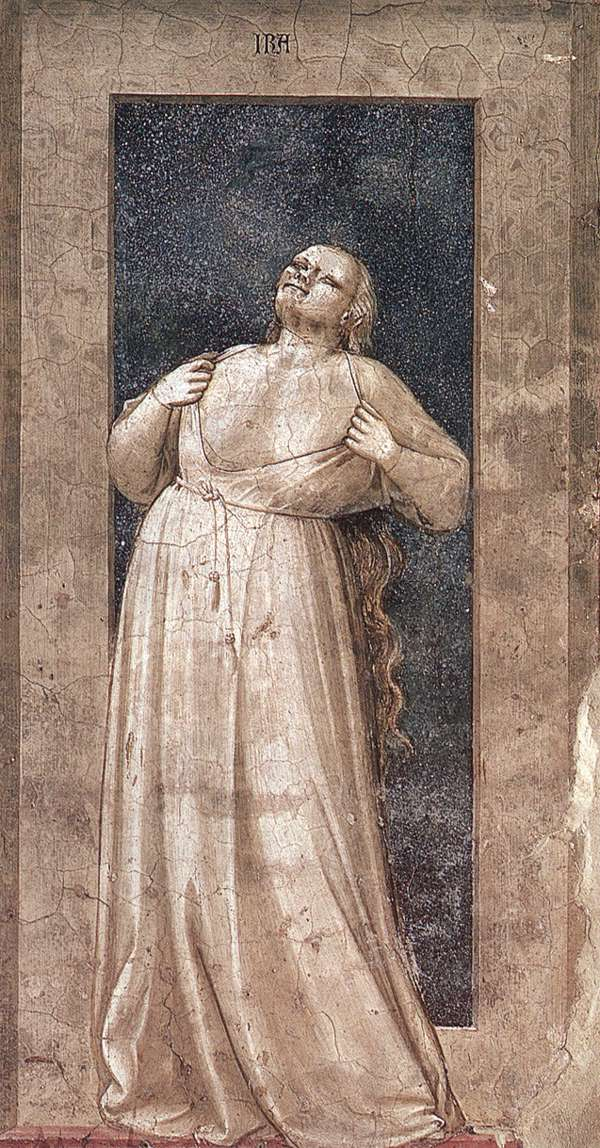
Джотто. Гнів. Капелла Скровені, м. Падуя, Італія

Гнів — бурхливий вияв злості, спрямований на ближнього; злісний стан душі, почуття сильного обурення; стан нервового збудження, роздратування.
Буває чотири види гніву:
- гнів, який палає всередині. Таким гнівом називається не тільки прихована злість, що не виявляється у словах та вчинках, — це постійний стан душі, який не обов'язково має бути спрямованим на якийсь визначений об'єкт. Образа — це також внутрішній гнів;
- гнів, що виявляється у словах та вчинках. У будь-якому грубому, неввічливому, позбавленому лагідності і любові слові проявляється наш гнів. Найпоширенішою формою такого гніву є спалахи люті;
- гнів, який горить протягом довгого часу, або злопам'ятність.
- Гнів який горить полум'ям помсти, та контролює людину. В цей час посилюються: сила, витривалість, швидкість, а можливо, навіть регенерація. В кров виділяются гормони які впливають на рішення людини та її поведінку. Також є крайня форма гніву яка підвладна тільки майстрам, це — лють.

Гнів у будь-якому вигляді — це дуже небезпечна пристрасть, оскільки веде до чоловіковбивства.